# P.O.D
P.O.D（花錢找死樂團）是美国著名另类金属乐队，始终坚持硬蕊、重金属和饒舌相结合的音乐风格。成立于1992年，乐队名称即Payable on Death的简称。
樂團成員都是名符其實的基督徒，專輯歌曲都是關於基督教信仰之含意，因此他們被號稱金屬界的福音樂團，隸屬當代基督教音樂樂派及基督教金屬範疇。

## 樂團歷史
P.O.D於1992年在美國加州聖地牙哥成立，由鼓手Wuv於1992年邀請他表弟Sonny及好友Marcos來擔任他力組Hardcore搖滾團之主唱與吉他手一職，直到1993年貝斯手Traa加入樂團；整裝成型後的P.O.D在獨立廠牌陸續發行四張專輯，一直到1998年才獲Atlantic唱片青睞簽入旗下，1999年推出的首張大碟《The Fundamental Elements of Southtown》，專輯榮登新人潛力榜冠軍，更拿下聖地牙哥當地最佳重搖滾團體大獎，連滾石雜誌都將他們入選2000年『People Of The Year』，就連電影公司都看好他們的發展潛力，紛紛邀約演唱主題曲與譜唱片中插曲如：魔鬼接班人、挑戰星期天、魔蠍大帝...等，順勢於2001年發行衝破4百萬張銷售佳績的「Satellite」，金屬搖滾味明顯偏高，而雷鬼之聲也是隨處可聞，2003年2月，隊中的創始團員Marcos為追尋其他的音樂目標而離團單飛，擔任同為CCM樂派、基督教金屬Living Sacrifice的吉他手Jason Truby入替，隨即以新的組合為電影駭客任務第2集「駭客任務2：重裝上陣」譜唱主題曲"Sleeping Awake"，並且推出第三張專輯《Payable on Death》。
2005年年底原吉他手Marcos回歸，在2006年二月發行第四張專輯「Testify」，一推出就空降全美流行專輯榜Top9，年底與Atlantic結束賓主關係後拱出首張精選大作「Greatest Hits：The Atlantic Years」，之後轉換新東家Columbia旗下,在2005年與wwe摔角手Rey mysterio合作歌曲[booyaka 619],並於2008年問世第五張專輯《When Angels & Serpents Dance》，初登場空降美國流行榜Top9+iTunes搖滾榜冠軍。
2012年7月10日，在上一張專輯推出將近睽違四年後，推出了全新第六張錄音室專輯《Murdered Love》。
2015年8月21日，正式推出了第七張錄音室專輯《The Awakening》。

## 曲風和爭議
樂團將雷鬼、拉丁、嘻哈、饒舌、硬蕊、龐克、重金屬等樂派結合並加以改良。雖被歸類於當代基督教音樂的範疇中，卻在宗教與搖滾界引起不小風暴，屢遭基督徒強烈抨擊，甚至在發行專輯同時遭到唱片行抵制不願上架販售窘境。
然而P.O.D的新金屬風格卻也贏得AMG四星半近滿分讚譽：「完美呈現基督搖滾領域中最穩健資產的堅強實力」。

## 作品
- 《Snuff the Punk》 (1994年)
- 《Brown》 （1996年）
- 《The Fundamental Elements of Southtown》（1999年）
- 《Satellite》（2001年）
- 《Payable on Death》（2003年）
- 《Testify》（2006年）
- 《When Angels And Serpents Dance》（2008年）
- 《Murdered Love》（2012年）
- 《The Awakening》（2015年）
- 《Circles》（2018年）
- 《Veritas》（2024年）